# Nancy Hogshead-Makar
Nancy Hogshead-Makar (n. 17 aprilie 1962, Iowa City⁠(d), Iowa, SUA) este o avocată ce a reprezentat Statele Unite ale Americii, medaliată olimpică. A participat la o ediție a Jocurilor Olimpice (1984) în care a câștigat două medalii de aur.